# Nokia 5
Nokia 5，是由HMD Global发布的Nokia品牌Android智慧型手機，於2017年2月26日在巴塞隆納MWC發表。
中央處理器為高通驍龍430。採用了Android 7.0系統，已可升上Android 9.0系統。

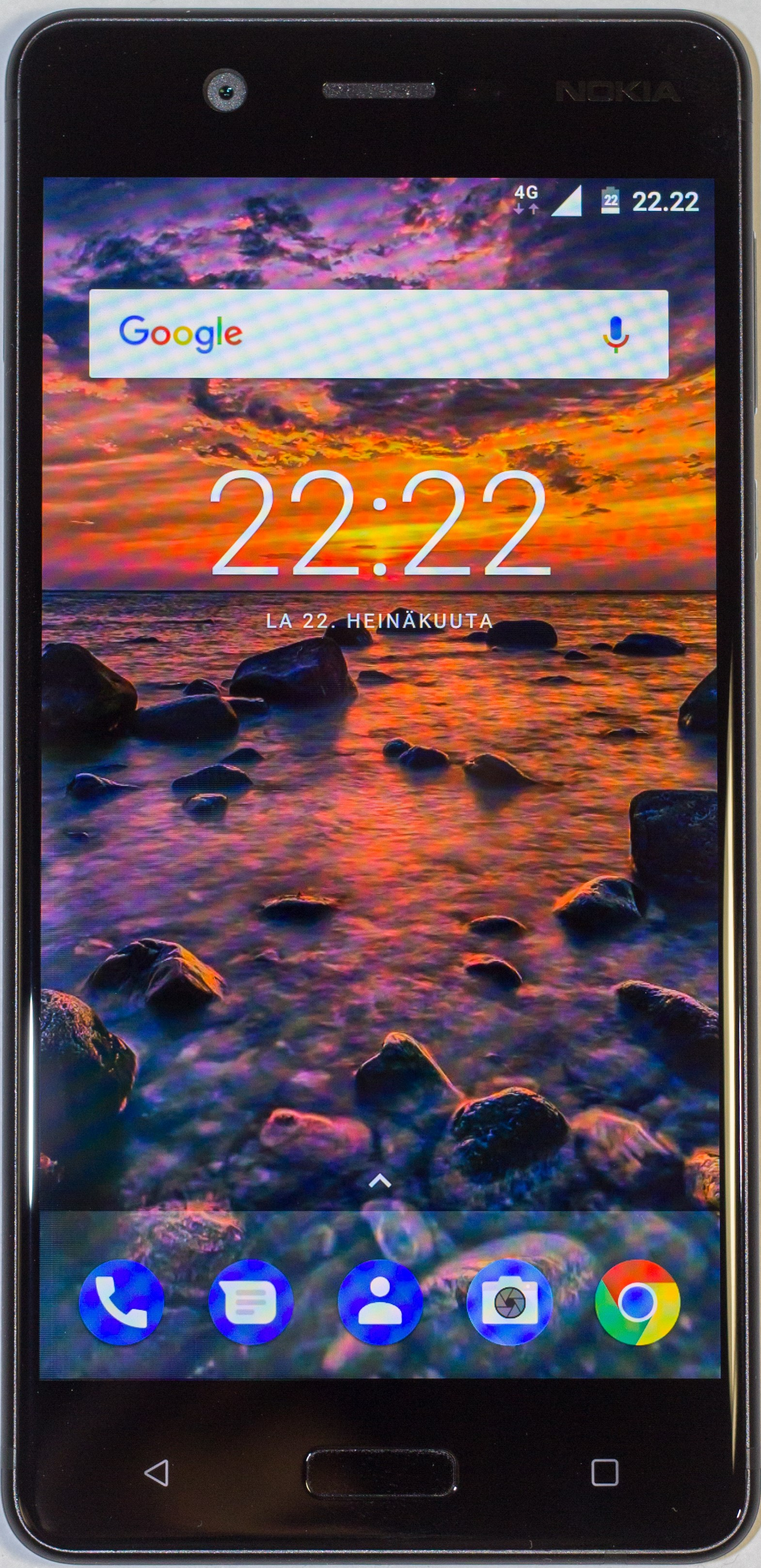
運行Android7.0系統的Nokia5

## 外部連結
- （页面存档备份，存于）（繁體中文）
- （页面存档备份，存于）（繁體中文）